# Салтерас
Салтерас (на испански: Salteras) е населено място и община в Испания. Намира се в провинция Севиля, в състава на автономната област Андалусия. Общината влиза в състава на района (комарка) Голяма Севиля. Заема площ от 57 km². Населението му е 5177 души (по преброяване от 2010 г.). Разстоянието до административния център на провинцията е 12 km.

## Демография
| 1996 | 1998 | 1999 | 2000 | 2001 | 2002 | 2003 | 2004 | 2005 | 2006 |
| ---- | ---- | ---- | ---- | ---- | ---- | ---- | ---- | ---- | ---- |
| 2875 | 2913 | 2986 | 3064 | 3227 | 3391 | 3611 | 3708 | 4142 |      |